# Quadro strumenti

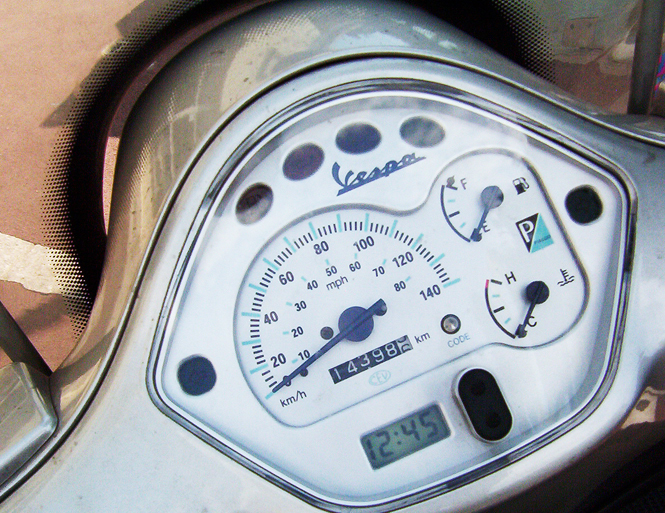
Quadro strumenti di uno scooter (Piaggio Vespa)

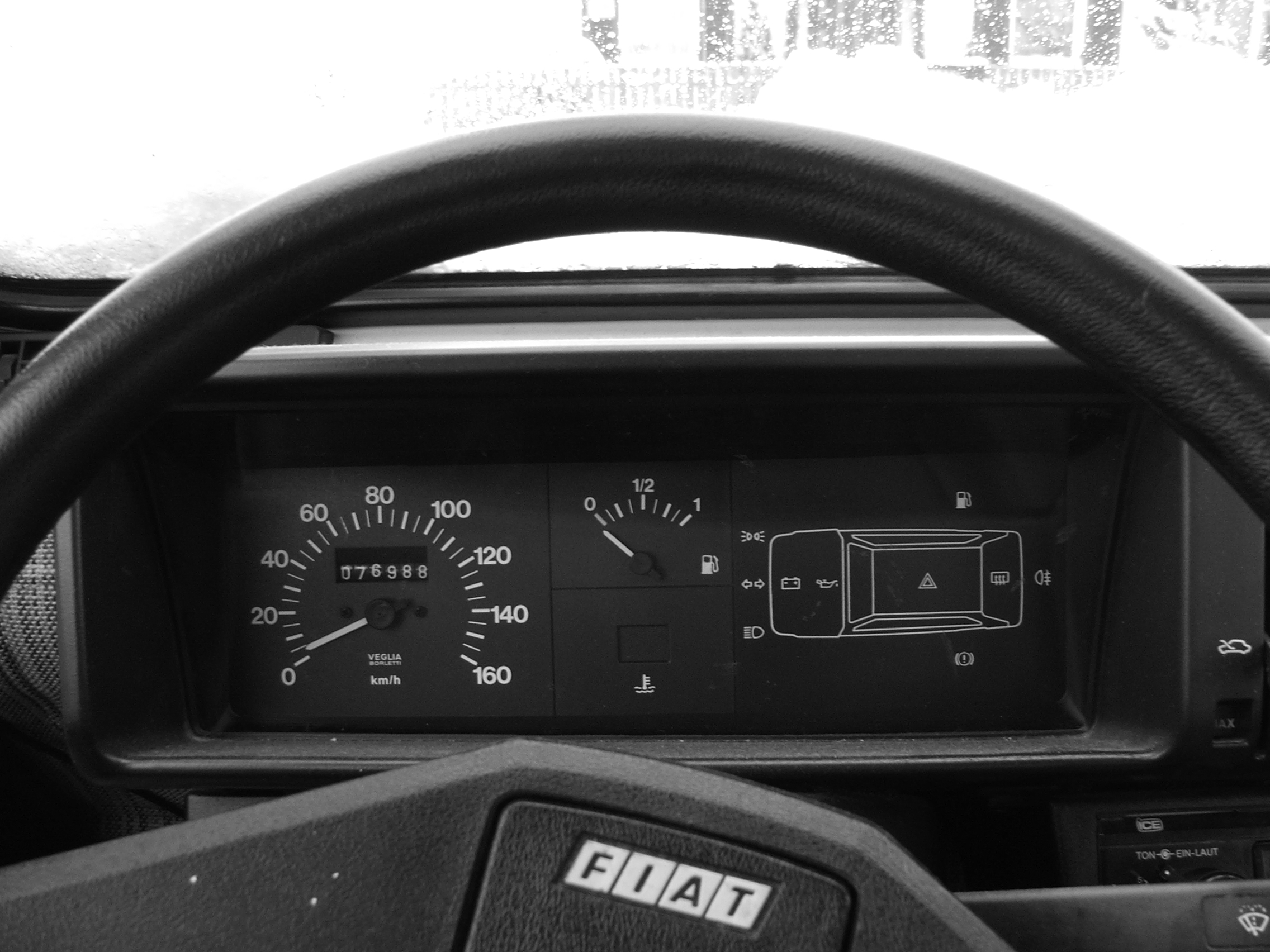
Quadro strumenti di un'auto (Fiat Panda)

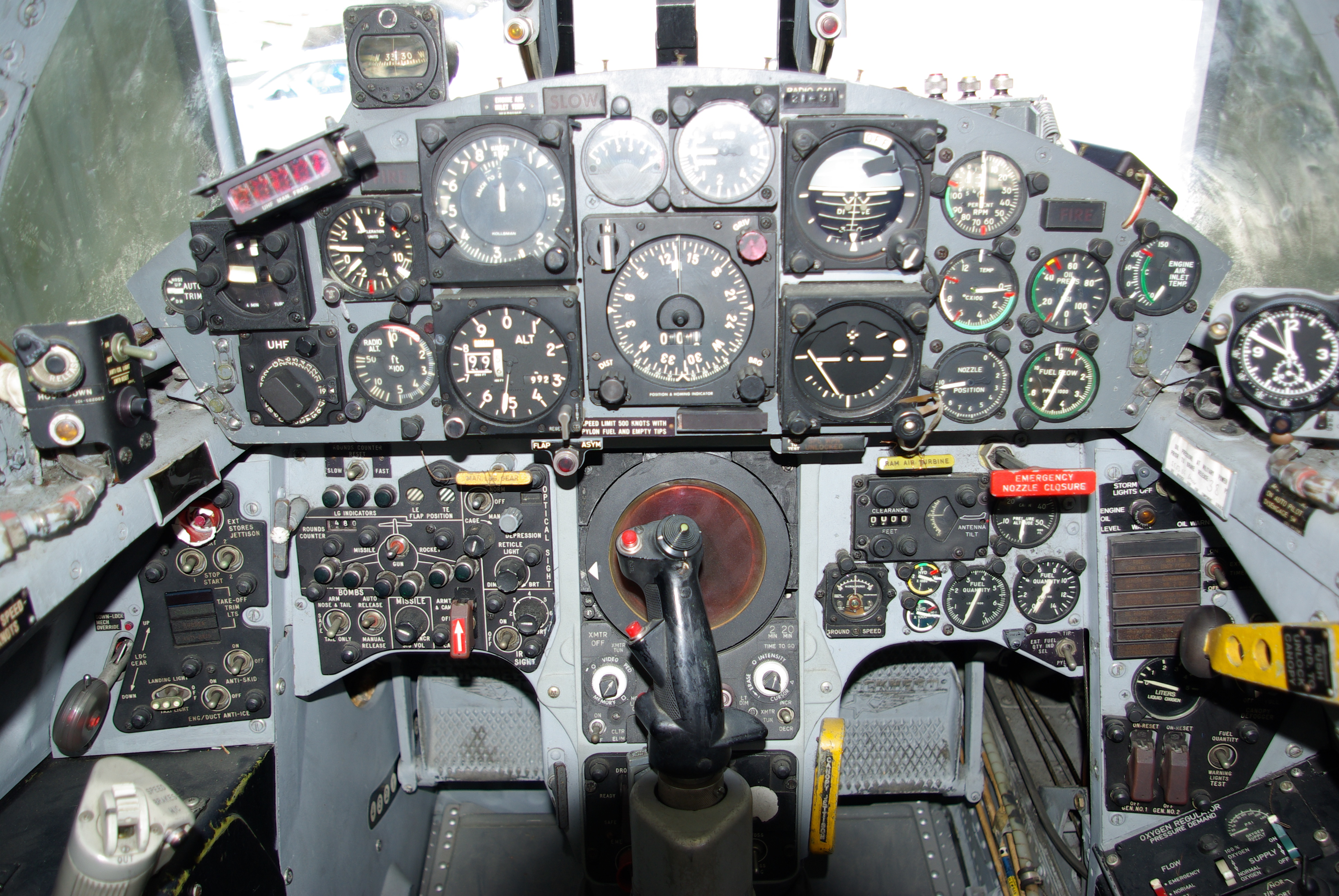
Quadro strumenti di un aereo militare

Il quadro strumenti è l'insieme degli strumenti di misura di un determinato macchinario o mezzo, per far sì che si possano avere tutti i dati concentrati in un unico contenitore/schermo/parete, permettendo una lettura più agevole dei diversi dati.

## Descrizione
Il quadro strumenti non è altro che un supporto per i diversi strumenti di misura o rinvii degli stessi, che viene posto in un luogo o punto dove l'operatore riesce più facilmente a visualizzarli e utilizzarli.

### Tecnologia di misurazione
Il tipo di meccanismo che viene sfruttato per il rilevamento del dato può essere:
- Di tipo meccanico, i primi tachimetri erano costruiti così e sfruttavano la forza centrifuga oppure complicati sistemi ad orologeria o un sistema che sfruttasse la viscosità dell'aria e la resistenza di una molla.
- Di tipo magnetico, strumento che utilizza un alternatore e una molla permettendo di non avere nessun tipo di problema o manutenzione.
- Di tipo digitale, questo tipo di strumento, oltre a poter utilizzare il sistema dei sistemi magnetici (come visualizzazione), può utilizzare anche un encoder, segnale di pick-up o altri sistemi, per il rilevamento del dato, ovviamente a seconda del tipo d'ingresso si ha egual o minor precisione rispetto al sistema magnetico, ma permette da avere una maggiore precisione nella lettura dello strumento.

## Tipologia
Questi strumenti possono essere:
- Di tipo analogico, questo sistema di visualizzazione del valore permette una visualizzazione immediata e intuitiva (quando si utilizza sempre lo stesso strumento), dove il valore è dato dall'indicazione di una lancetta (in alcuni modelli è addirittura luminosa), che indica un valore della scala riportata sullo sfondo dello strumento e che viene illuminata per garantire la sua visione di notte.
- Di tipo digitale, questo tipo di visualizzazione si ha il valore visualizzato a numeri tramite led e non indicato tramite un indice, sono nati per poter ridurre gli ingombri dello strumento, i quali però sono più difficoltosi da leggere (visualizzazione numerica), soprattutto quando sono utilizzati per la guida stradale o si campiona un dato instabile, dato che richiedono più concentrazione per la lettura, alcuni modelli per facilitare la lettura aggiornano il valore della velocità ogni ½ secondo, alcuni modelli per facilitare la lettura utilizzano una scala graduata, il che riporta la visualizzazione più vicina al sistema analogico, migliorandone la lettura, ma richiedendo più spazio.

## Errori di misurazione
Gli errori di misurazione possono essere di vario tipo:
- Scala, la scala utilizzata ha una graduazione non corretta, quindi abbiamo un dato segnalato diverso da quello reale.
- Approssimazione, errore dato dalla segnalazione approssimata dello strumento, determinando la sensibilità dello strumento, dato che quest'errore è determinato dalla sensibilità dello strumento, quindi dal minor valore misurabile o scarto minimo tra i vari rilevamenti.
- Errore fisso, quest'errore è fisso, nel senso che ad ogni valore riportato dallo strumento si ha sempre un errore costante.
- Parallassi, quest'errore si ha solo con strumento con la segnalazione analogica (mediante indicatore ad asta), questo perché l'occhio non ha una visione perpendicolare con lo strumento, quindi l'indicazione risulta leggermente spostata, per questo si utilizza uno specchio dietro l'asta per verificare la giusta parallassi.

## Applicazione
Questi quadri sono utilizzati nei:
- Centrale elettrica
- Mezzi di trasporto

## Accorgimenti

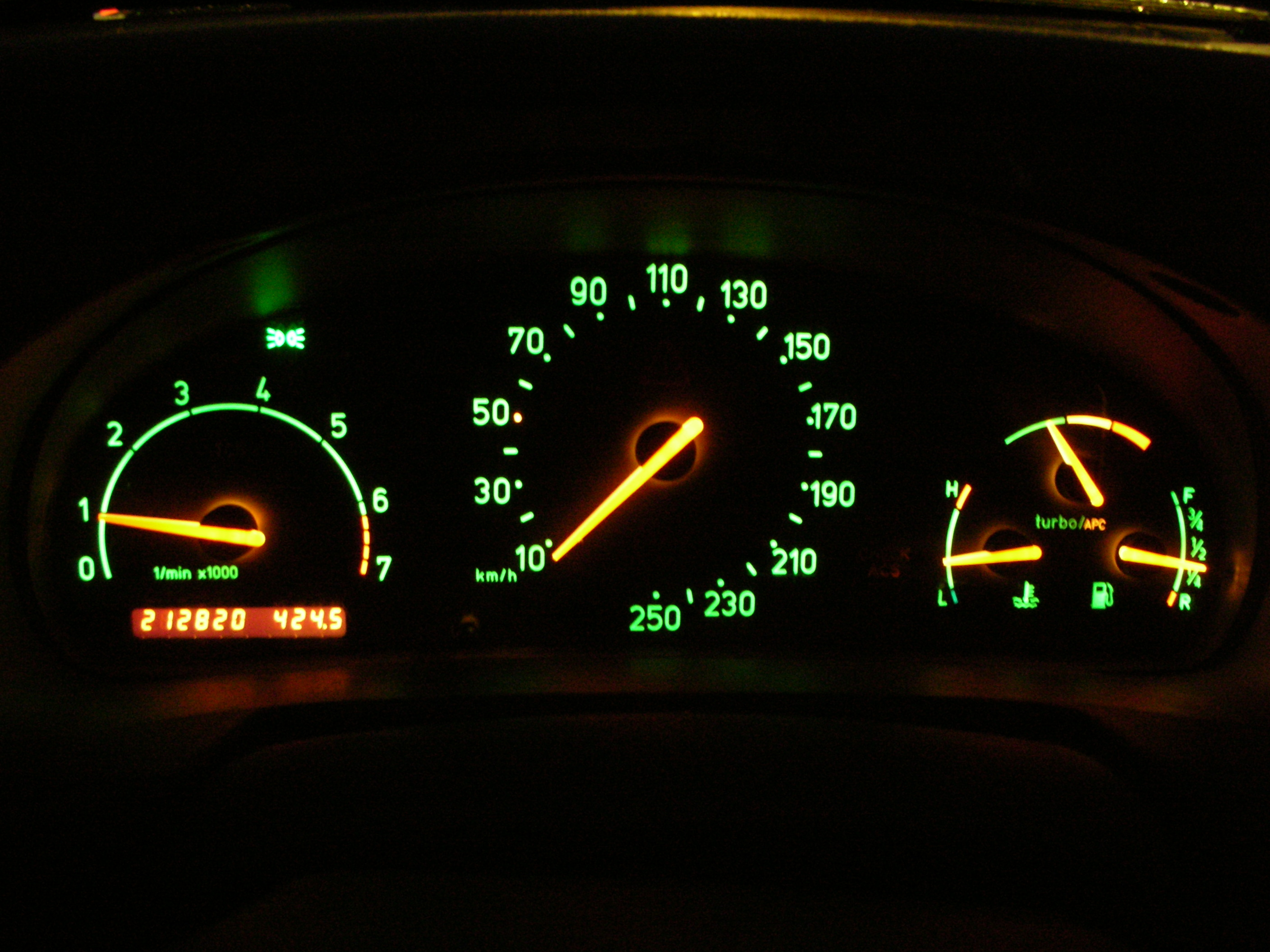
Strumento con retroilluminazione in una SAAB 900

Tale quadro può avere come soluzioni:
- Retroilluminazione, utilizzata per garantire la visibilità dell'indicazione anche in assenza di luce ambientale
- Schermo di protezione, quando si utilizza un elemento trasparente o meno che serve a proteggere gli strumenti da eventuali danni esterni
- Supporto elastico, soluzione adoperata su alcune motociclette, per far sì che le vibrazioni non si propaghino in modo diretto alla strumentazione